# Got my mental
Got my mental is een studioalbum van Steve Khan. De titel is ontleend aan een gesprek in een televisieprogramma waarbij een vrouw onder meer zei: He’s got my mental. De musici van de vorige albums zijn weer terzijde geschoven. Ze zijn vervangen door twee andere bekenden uit de jazz/fusionwereld aangevuld met enig percussiewerk. De opnamen werden met Japanse steun gemaakt op 5 en 6 september 1996, maar Khan gaf later toe, dat de plaat er bijna niet was gekomen. De muziekwereld zat niet meer zo op de muziek van Khan te wachten. 
De platenhoes is wederom van Jean-Michel Folon.

## Musici
- Steve Khan – gitaar
- John Patitucci – contrabas
- Jack DeJohnette – slagwerk met
- Don Alias – percussie 2, 3 en 6
- Bobby Allende – percussie 2,3 en 6
- Marc Quiñones – percussie 2
- Café – percussie en zang (7)

## Muziek
| Nr. | Titel                                                  | Duur |
| --- | ------------------------------------------------------ | ---- |
| 1.  | R.P.D.D. (Ornette Coleman)                             | 7:29 |
| 2.  | Paraphernalia (Wayne Shorter)                          | 8:33 |
| 3.  | Common Mama (Keith Jarrett)                            | 6;31 |
| 4.  | Got my mental (Khan)                                   | 9:40 |
| 5.  | The last dance (Sammy Chan, James van Heusen)          | 8:41 |
| 6.  | Sham tune (Eddie Harris)                               | 8:25 |
| 7.  | I have dreamed (Richard Rodgers, Oscar Hammerstein II) | 9:20 |
| 8.  | Cunning Lee (Lee Morgan)                               | 9:06 |